# Felix von Bothmer

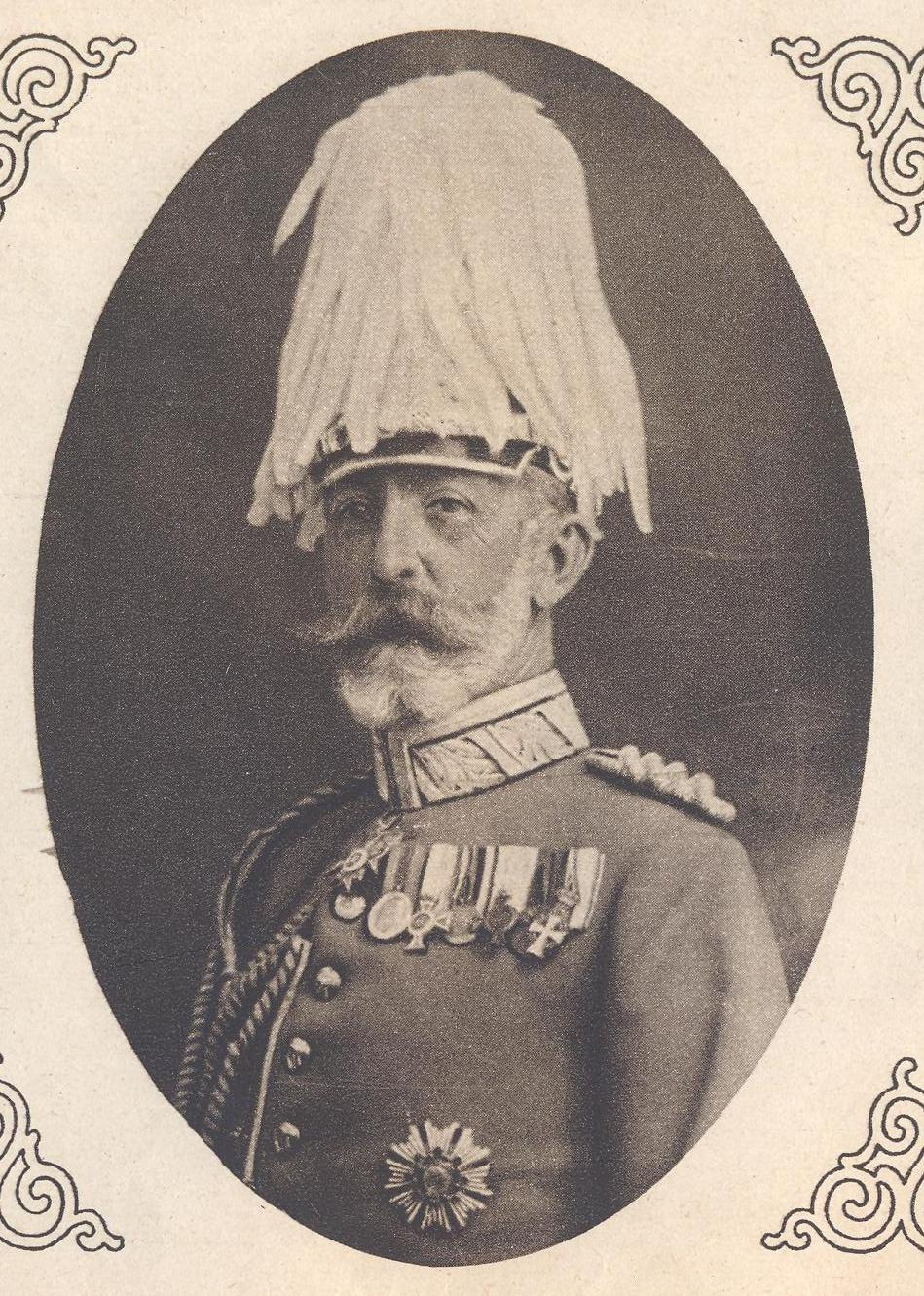
Felix Graf von Bothmer, 1915

Felix Graf von Bothmer, född 10 december 1852 och död 18 mars 1937, var en tysk militär.
Bothmer blev officer vid infanteriet 1871, överste 1900, generalmajor 1903, generallöjtnant och fördelningschef 1905, samt generalkapten för Leibgarde-Hartschiere i München 1909. Han blev general av infanteriet 1910 och generalöverste 1918. Vid första världskrigets utbrott 1914 erhöll von Bothmer befälet över 2:a bayerska reservkåren och blev 1915 chef för tyska sydarmén i Galizien. 1918 förflyttades han till Lothringen som chef för den nybildade 19:e armén.